# دونژی استولیو
دونژی استولیو (به لاتین: Donji Stoliv) یک منطقهٔ مسکونی در مونته‌نگرو است که در کوتور واقع شده‌است. دونژی استولیو ۳۴۸ نفر جمعیت دارد.